# Zlatitrap, Plovdiv
Zlatitrap (în bulgară Златитрап) este un sat în comuna Rodopi, regiunea Plovdiv,  Bulgaria. 

## Demografie
Componența etnică a satului Zlatitrap
     Bulgari (62,29%)
     Nicio identificare (36,94%)
     Altele (1,06%)
La recensământul din 2011, populația satului Zlatitrap era de 1.318 locuitori. Din punct de vedere etnic, majoritatea locuitorilor (62,29%) erau bulgari. Pentru 36,94% din locuitori nu este cunoscută apartenența etnică.